# Paweł Rybojad
Paweł Jan Rybojad – polski chirurg, doktor habilitowany nauk medycznych, adiunkt Katedry i Kliniki Chirurgii Klatki Piersiowej Uniwersytetu Medycznego w Lublinie.

## Życiorys
W 2005 r. obronił pracę doktorską, w 2014 r. otrzymał stopień doktora habilitowanego. Został zatrudniony na stanowisku kierownika w Klinice Chirurgii Klatki Piersiowej Świętokrzyskim Centrum Onkologii w Kielcach.
Pracował na Uniwersytecie Jana Kochanowskiego w Kielcach.